# Sóc bay đen tuyền
Sóc bay đen tuyền, tên khoa học Aeromys tephromelas, là một loài động vật có vú trong họ Sóc, bộ Gặm nhấm. Loài này được Günther mô tả năm 1873. Chúng được tìm thấy ở Brunei, Indonesia, và Malaysia.

## Hình ảnh

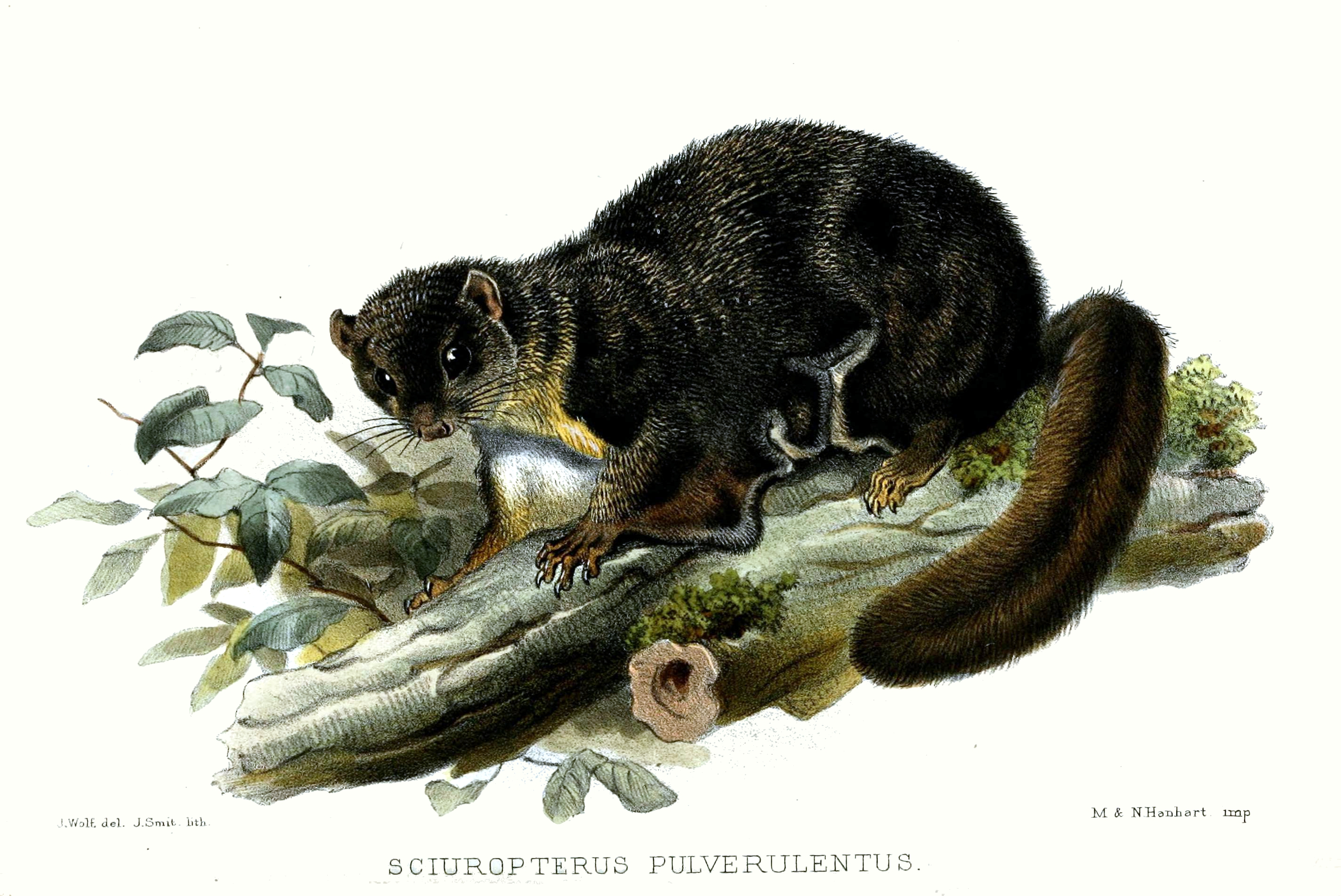